# Raïssa Aronova
Raïssa Iermolaïevna Aronova (en russe : Раи́са Ермола́евна Аро́нова), née le 10 janvier 1920 à Saratov et morte le 20 décembre 1982 à Moscou, est une lieutenante aviatrice des Forces aériennes soviétique durant la Seconde Guerre mondiale.

## Biographie
Lors de ses études secondaires à l'école no 95 de Saratov, Raïssa Aronova fait partie d'un club de pilotage amateur. Elle commence le cursus à l'Institut de la mécanisation agricole de Saratov avant de transférer, en 1940, son dossier universitaire à l'Institut d'aviation de Moscou. Elle rejoint les rangs du PCUS et s'engage dans l'Armée rouge en 1942.
Durant la Seconde Guerre mondiale attachée au régiment 588e NBAP, elle combat au sein de la 4e armée de l'air sur le front du Nord-Caucase, le 4e front ukrainien et le deuxième front biélorusse. Elle pilote un Po-2, un avion d’entraînement en bois et toile, ne pouvant transporter que deux bombes à la fois, et nécessitant de ce fait d’effectuer plusieurs missions dans la nuit. Elle participe à la bataille du Caucase (blessée le 23 mars 1943), à l'offensive de Crimée, aux missions au-dessus du territoire de la Biélorussie, la Pologne et l'Allemagne et dans les derniers mois de la guerre à la légendaire offensive Vistule-Oder[réf. souhaitée].
Le 15 mai 1946, elle reçoit le titre d'Héroïne de l'Union Soviétique après avoir effectué 960 missions de nuit. 
Après la guerre, elle fait les études à l'Institut militaire des langues étrangères de Moscou et en sort diplômée en 1952. Elle prend sa retraite en 1961, avec le grade de major. Après la guerre, elle a écrit un livre sur ses expériences militaires intitulé Les Sorcières de la Nuit (Nochnye Ved'my), publié en 1980. 
Raïssa Aronova meurt à Moscou le 20 décembre 1982, à l’âge de 62 ans . Raïssa Aronova est inhumée au cimetière de Kountsevo.

## Décorations
- ordre de Lénine
- ordre du Drapeau rouge
- ordre de la Guerre patriotique
- Ordre de l'Étoile rouge
- médaille pour la victoire sur l'Allemagne